# Satoru Sakuma
Satoru Sakuma (ur. 7 lipca 1963) – japoński piłkarz występujący na pozycji obrońcy.

## Kariera piłkarska
Od 1989 do 1991 roku występował w NTT Kanto.

## Kariera trenerska
Po zakończeniu piłkarskiej kariery pracował jako trener w Omiya Ardija i Ventforet Kōfu.